# 图福
图福（義大利語：Tufo），是意大利阿韦利诺省的一个市镇。总面积5平方公里，人口941人，人口密度188.2人/平方公里（2009年）。ISTAT代码为064113。